# Нова Знам'янка
Нова Зна́м'янка (до 1921 — Богомолівка, в 1921—2016 — Червона Знам'янка) — село в Україні, у Кременчуцькому районі Полтавської області. Входить до складу Піщанської сільської громади. Село налічує 1033 дворів із населенням 2379 осіб.

## Географія
Село знаходиться на берегах річки Сухий Кагамлик, вище за течією примикає село Вільна Терешківка, нижче за течією примикає місто Кременчук. Поруч проходять автомобільна дорога Н08 та залізниця, станція Платформа 281 км. Розташоване за 9 км від районного центру м. Кременчук і за 116 км від обласного центру. Площа села — 1174 га.
Вільна Терешківка — село, розташоване за 3 км від села Нова Знам'янка, за 12 км від районного центру і за 126 км від обласного центру. Найближча залізнична станція 17 км
Село розташоване у лісостеповій фізико-географічній зоні.
Переміщення населених пунктів Нова Знам'янка та Вільна Терешківка не було за всю історію їх існування, навпаки дані населені пункти розширювалися, понад з основними селами виникали такі поселення — хутори як Мазурівка, Гриценки, Глотівка, Поясківка, Куклівка, Комарівка, Донівка, Крупівка Данилейки, Бейгули, Новоселівка, Трохимівна, назви яких пішли від прізвищ перших там поселенців. Нині всі ці поселення злилися в села Вільна Терешківка та Нова Знам'янка.

## Історія
Поселення було засновано близько 1654 року переселенцями з Правобережної України і до 1921 року називалось Богомолівка (за прізвищем козаків Богомолів). Оповідь про те, що назву «Богомолівка» дав сам народ навколишніх сіл, після того, як в 1828 році в цьому селі на кошти парафіян була побудована кам'яна Троїцька православна церква і від слів «ходити богу молитись» пішла назва села — лише легенда. У 18 ст. Богомолівка вже вважалося селом, мало власну церкву і було найбільшим (поза Кременчуком) лівобережним поселенням Кременчуцької сотні (проіснувала до 1764). Козаки (певний час у статусі пікінерів) залишалися основною частиною місцевого населення і наприкінці 18 — початку 20 ст. — отже кріпацтво тут не закорінилося. 1921 року село за своєчасне виконання хлібозаготівель і якісний ремонт шляхів одержало перехідний Червоний прапор, на зборах громади було ухвалено рішення перейменувати село Богомолівку на Червону Знам'янку. У сучасному процесі декомунізації селу має бути повернута історична назва — Богомолівка. 2016 року село перейменоване на Нова Знам'янка.
Початкова назва населеного пункту Вільна Терешківка невідома, а назва Терешківка, по розповідях — переказах походить від перших поміщиків Терентьєвих, які були російськими поміщиками (ймовірно походили від кременчуцького сотенного хорунжого 1760-х років, який перейшов на службу у пікінери і отримав російський офіцерський чин). Отже, як окреме поселення окреслилося доволі пізно — у 2-й половині 18 ст. Останній зі згаданого поміщицького роду Терентієвих був Терентьєв Олександр Михайлович. Дід Терентьєва був Павло, якого селяни називали ще Павликом — ця назва залишилась до останнього поміщика. Останній поміщик Терентьєв О. М. мав в Терешківці 105 десятин землі, з них 30 десятин в межах своєї садиби і 75 десятин в степу. Крім цього поміщик мав землі за Дніпром, де йому належали окремі острови. Але кількість всієї землі невідома. Поміщик Терентьєв О. М. переважно жив у Кременчуці, де мав власний 2-х поверховий будинок. Він був мировим суддею, господарством у селі управляли його старша сестра і управитель економією. У поміщика була одна сестра, два брати, дві дочки і син. Від поміщиків Терентьєвих пішла назва Терентьєва, але на українській ця назва перетерпіла ряд перефразувань і остаточно дістала назву Терешківка. Назва Вільна Терешківка дісталась населеному пункту в 1920 році за Постановою Кременчуцького губкому партії. Основним заняттям в минулому було землеробство. Крім землеробства важливим заняттям населення було чумакування. Селяни — козаки по весні, на возах вирушали до Одеси, Криму, Таврії, по поміщицьких економіях. На південь вони везли товари з Кременчука, звідти везли сіль, сіно, вино, рибу. Чумакували ті, у кого було від двох і більше пар волів, частину волів залишали для обробітку землі, а останні відправляли на південь. Крім того, селяни на волах перевозили різноманітні вантажі, товари з поміщицьких економій в місто Кременчук. Селяни, у яких не було волів, ішли в місто Кременчук в найми до торговців, купців, інших багатіїв міста, на різні роботи. В Кременчуці багато міщан мали коней, на яких працювали селяни по перевозці різних товарів, бо довгий час в самому Кременчуці не було залізниці. В селі селяни займалися виготовленням саморобного полотна, ткали грубі сукна, окремі умільці вишивали. В селі Терешківка біля річки Кагамлик наприкінці минулого століття був цегельний завод єврея Обрума, цеглу випалювали соломою, відправляли на будівництво будинківу місто Кременчук. На цьому заводі працювали селяни по найму. Крім цього в селі було декілька кузень, близько двадцяти вітряних млинів, власниками яких були більш заможні селяни. В селі Нова Знам'янка була вовночесальня власника Гложитейна Аврама, хлібні засипки — Троїцька, Щербака, бакалійні лавки — Барабаша, майстерня — с/г ремонту Тимченка, паровий млин — Корнієнка Павла. Козаки несли повинності перед державою: платили державі за десятину землі 80 коп. пізніше 1 крб. 20 коп. несли також громадські повинності: обирався староста, сторж. десятник (на рік), соцький (на три роки), писар (але за платню 250 крб. на рік), нічний сторож наймався (плата 10 коп. з двору).
Документальних відомостей про кількість землі селян немає, але відомо, що окремі заможні селяни — куркулі мали по 50, 30, 20, 15 десятин землі, а інші від 10 до 8 десятин. Середняки в селі мали від 5 до 8 десятин, бідні селяни мали від 4 до 1 десятини. Бідні не мали ні худоби, ні с/г реманенту, їх землі погано оброблялись, а тому більшість з них ішли працювати до селян — куркулів.
У селах не було історичних подій пов'язаних з нападами іноземних загарбників, які залишилися би в пам'яті, або передавалися би з покоління в покоління. Архівних чи археологічних пам'яток також в селах ніяких не залишилось.
В обох селах не було повстань проти царату, панів та інших гнобителів. Також немає ніяких даних про участь жителів в повстаннях. В селах не діяли марксистські організації. Страйкового руху промислових і с/г робітників не було, у дореволюційний час, лише були окремі випадки участі селян у програмах, пов'язаних з революцією в 1905—1907 років.
До 2020 року центр сільської ради. 

## Економіка
- Фермерське господарство «Еліта».
- Фермерське господарство «Пипка».

## Об'єкти соціальної сфери
- Новознам'янська школа.
- Будинок культури.

## Пам'ятки
- Братська могила радянських воїнів
- Пам'ятний знак на честь учасника бойових дій в Афганістані Олександра Вовка

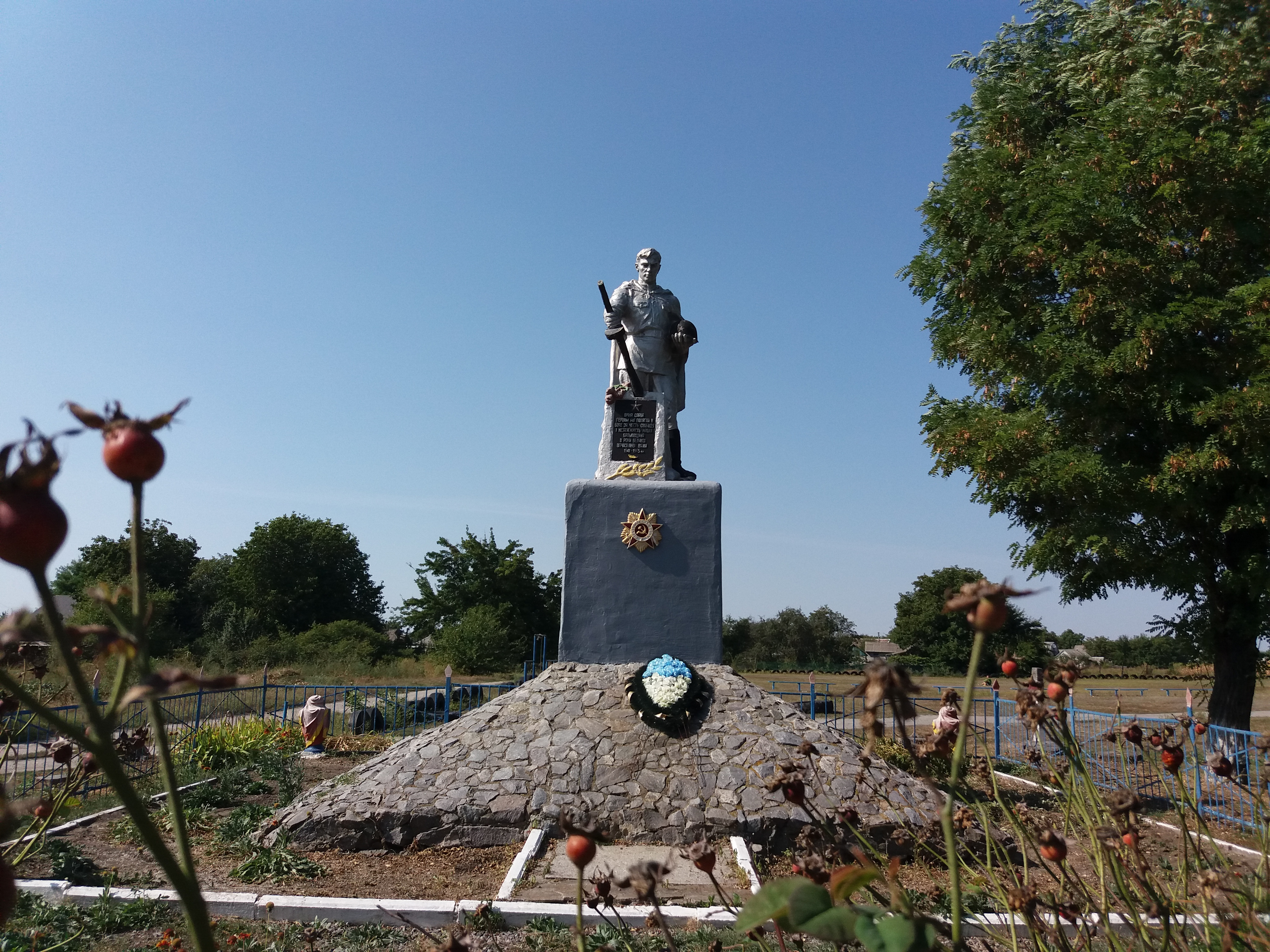
Братська могила радянських воїнів
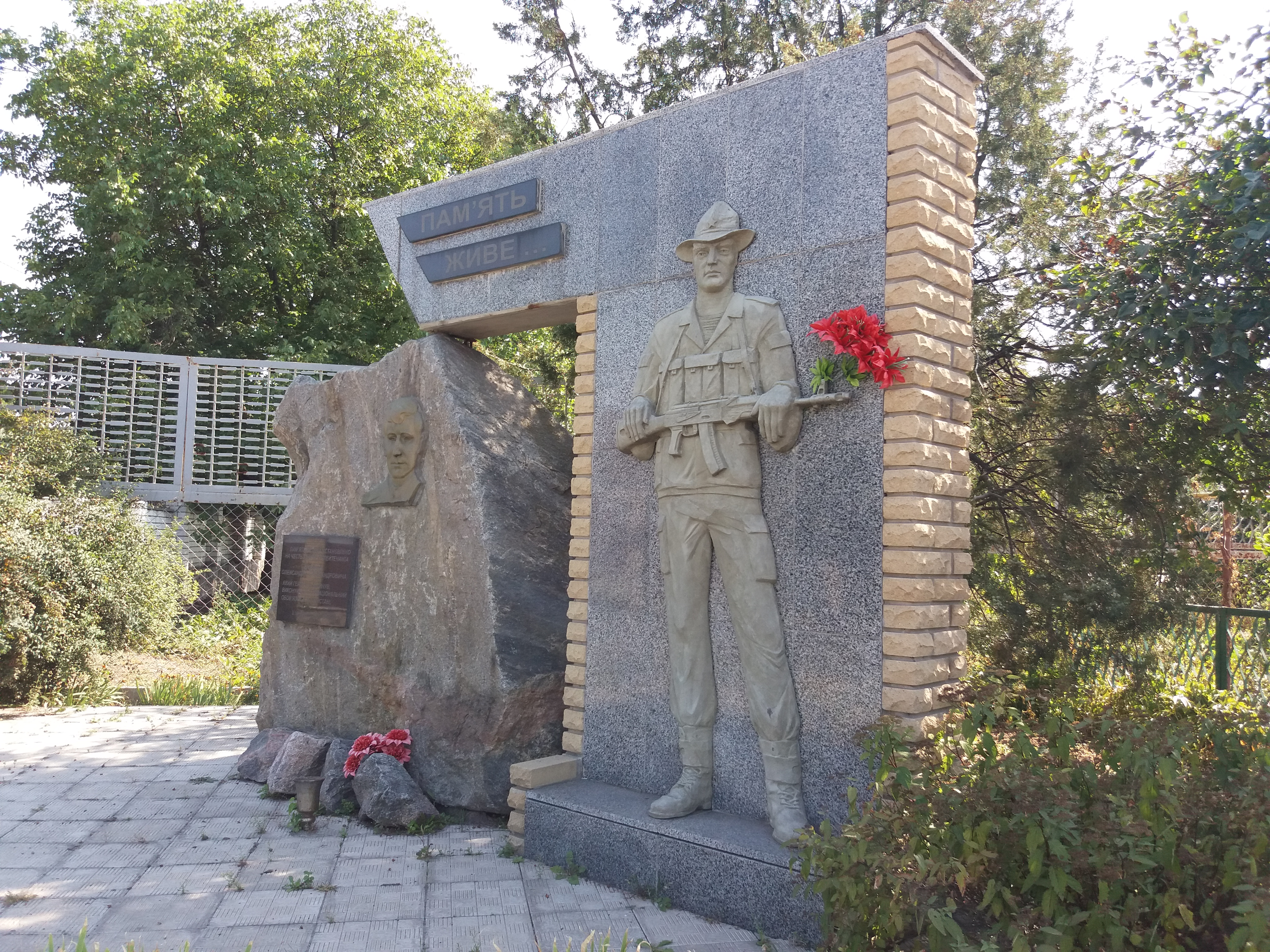
Пам’ятний знак Олександрові Вовку